# Clarence Town

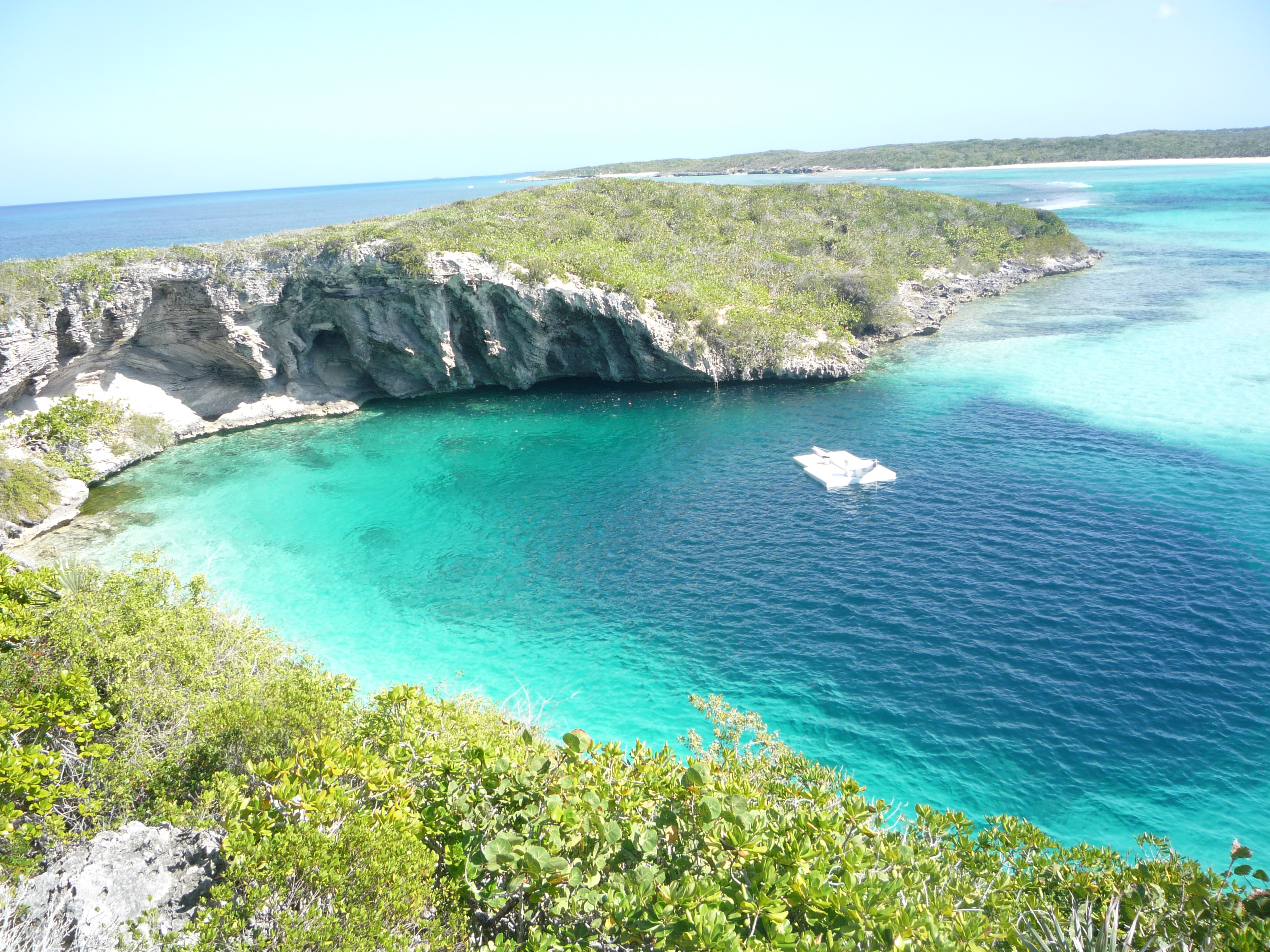
Dean’s Blue Hole b. Clarence Town

Clarence Town ist eine Siedlung auf den Bahamas. Es befindet sich auf Long Island und hat 86 Einwohner (2010). 

Besiedelt wurde die Gegend um das Jahr 1800, als mit Sklaven Baumwollfelder angelegt wurden.

## Infrastruktur
In Clarence Town gibt es neben einer Marina, zwei Restaurants und einen öffentlichen Hafenanleger, an dem wöchentlich ein Postschiff aus Nassau anlegt, um die Poststation der Insel abzufertigen. Außerdem gibt es ein kleines Geschäft, eine Tankstelle, eine Kneipe sowie medizinische Versorgung zu jeder Tages- und Nachtzeit. Die Siedlung verfügt zudem über eine Polizeistation und ein Bürgerhaus. 

Der Ort lebt vom Tourismus und gilt dank der vorhandenen Infrastruktur als ein beliebter Skippertreff, Angler- und Taucherparadies. 

Erreichen kann man Clarence Town hauptsächlich über den Seeweg, doch der 17 km nördlich liegende Deadman’s Cay Airport ermöglicht auch die Anreise per Flugzeug.

## Sehenswürdigkeiten
Die zwei Kirchen, welche mit ihren Zwillingstürmen identisch sind, wurden von John Hawes gestaltet. Eine der Kirchen ist eine Episkopalkirche, wurde 1884 gebaut und heißt St. Paul’s Anglican Church. Der Name der anderen Kirche ist St. Peter and Paul. Bei ihr handelt es sich um eine römisch-katholische Kirche, die 1947 fertiggestellt wurde und deren Turm als Aussichtspunkt genutzt werden kann.
Westlich von Clarence Town liegt Dean’s Blue Hole, das mit 202 m Tiefe mit Abstand tiefste Blue Hole der Welt.